# Cösitzer Teich
Der Cösitzer Teich ist ein See in Sachsen-Anhalt (Deutschland).

## Geographie
Der Teich liegt in Sachsen-Anhalt im Landkreis Anhalt-Bitterfeld zwischen den Zörbiger Ortsteilen Cösitz und Löbersdorf sowie Radegast, einem Ortsteil der Stadt Südliches Anhalt. Er umfasst eine Fläche von ca. 38,76 Hektar.

## Geschichte
Der Cösitzer Teich ist ein flacher See, der um das Jahr 1936 durch Einsinken eines Braunkohle-Bergbaugebietes entstand. Am 19. Oktober 1967 wurde er zum Naturschutzgebiet erklärt. Der Cösitzer Teich war ein in der Region beliebtes Angelgewässer, bis der Angelsport zu Beginn des Jahres 2002 aus Gründen des Naturschutzes untersagt wurde. Bei Angelfreunden erregte dies großes Aufsehen, zumal das Gewässer seit über 50 Jahren genutzt und vom ansässigen Anglerverein auch gepflegt worden ist. Der im Bereich des Teichs errichtete Bootsanlegesteg wurde nach dem Rückzug des Anglervereins nicht zurückgebaut und zeugt noch heute von dieser jahrzehntelangen Nutzung.

## Biotoptypen
Zu finden sind hier Auwaldreste, Weidengebüsche, Schilfröhricht, Rohrkolbenröhricht, Großseggenriede, Feuchtwiesen mit Silau-Fuchsschwanz- und Kohl-Kratzdistelgesellschaft.

## Arten

### Flora
Den Cösitzer Teich umsäumen unter anderem Pappeln, Schwarzerlen und Weidengebüsche.

### Fauna
Für eine bedeutende Lachmöwen-Kolonie ist der Cösitzer Teich ein idealer Brutplatz. Außerdem bietet er 124 Vogelarten sowie seltenen Lurchen ein Zuhause. Beobachtet wurden neben den Lachmöwen unter anderem Weißflügelseeschwalben, Trauerseeschwalben, Rothalstaucher, Schwarzhalstaucher, Sturmmöwen, Silbermöwen, Pirole, Beutelmeisen, Bartmeisen, Knäk-, Löffel-, Tafel-, Reiherenten, Brandgänse und Graugänse. Der Teich ist Wohn- und Brutgebiet für eine artenreiche Sumpf- und Wasservogelwelt und ein bedeutender Rastplatz.